# Хам (футбольный клуб)
«Хам» (нем. Cham) — швейцарский профессиональный футбольный клуб из одноимённого города, выступающий в швейцарской Промоушен-лиге, третьем по силе дивизионе.

## История
Клуб был основан 14 июня 1910 года под названием «Футбольный клуб Хам» (нем. Fussball Club Cham) и стал первым футбольным клубом в кантоне Цуг.
В сезоне 1998/99 после победы над «Блю Старс Цюрих» клуб впервые вышел в Первую лигу классик (4 дивизион).
В сезоне 2006/07 команде удалось занять четвертое место в группе 2 и она пробилась в стыковые матчи, в которых она одержала победу сначало над клубом «Этуаль», сыграв дома со счётом 1:1, а в гостях 2:2 (прошла благодаря правилу выездного гола), а затем над клубом «Биль-Бьенн», с которым дома вновь сыграла вничью 1:1, а в гостях одержала победу со счётом 2:1. Это позволило клубу выйти в Челлендж-лигу. Однако, в следующем сезоне Челлендж-лиги команда заняла последнее, 18-е место и вылетела обратно в низший дивизион. В сезоне 2009/2010 «Хам» занял 14-е место в Первой-лиге и попал в стыковые матчи с 15-м местом, в которых легко разделался с «Эмменбрюке», обыграв их со счётом 3:0. В сезоне 2011/2012 клуб фактически был понижен в классе из-за создания Промоушен-лиги, в которую он не вступил.
В сезоне 2014/2015 команда наконец-то вернулась в Промоушен-лигу, заняв 1-е место в Первой лиге, а так же добыла одну из крупнейших побед в своей истории, обыграв «Гренхен» со счётом 10:0. В сезоне 2020/2021 команда претендовала на повышение в классе, заняв в недоигранном из-за эпидемии коронавируса регулярном чемпионате 2-е место, однако в плей-оффе команда выступила неудачно, заняв 2-е место и отстав на 6 очков от «Ивердона», занявшего первое место.

## Стадион
«Эизмос» — стадион клуба «Хам» вмещает 1800 зрителей. В сезоне 2010/2011 он был заменен полем с искусственным покрытием, а также была расширена вся клубная инфраструктура. Построено дополнительное здание гардероба и крытая трибуна. В сезоне 2006/2007, когда клуб вышел в Челлендж-лигу он играл на стадионе «Херти Аллменд», вмещающем 4900 зрителей из-за того, что «Эизмос» не соответствует требованиям к Челлендж-лиги.